# Ernest Fink von Roggenhausen
Ernest Finck von Roggenhausen (ur. ?, zm. przed 1695) – Oberstleutnant w służbie Rzeczypospolitej Obojga Narodów.
Był rajtarem w służbie Fryderyka Kettlera, a po konflikcie książąt ze szlachtą kurlandzką przeciwko prawom stanów zaciągnął się w roku 1618 na kampanię moskiewską królewicza Władysława do dragonów. Przeszedł na katolicyzm, nabył dobra w Sandomierskiem, miał za sobą Elżbietę z Popowa (?), pozostawił po sobie dwóch synów. Pierwszym był Zbigniew Fink (von Roggenhausen), podczaszy inflancki, pułkownik artylerii pod Wiedniem w 1683 r., który miał m.in. córkę Dorotę w 1695 za Józefem Jackiem z Konar Kochanowskim, i Henryka Andrzeja Fink, gdyż ten nie używał (von Roggenhausen), a w pięć pokoleń dalej poczęli się pisać Fink-Finowicki.